# Crespoa
Crespoa is een geslacht van korstmossen dat behoort tot de orde Lecanorales van de ascomyceten.

## Soorten
Volgens Index Fungorum telt het geslacht vijf soort (peildatum maart 2023):
| Soortnaam              | Auteur(s)                                    | Publicatiejaar |
| ---------------------- | -------------------------------------------- | -------------- |
| Crespoa carneopruinata | (Zahlbr.) Lendemer & B.P. Hodk.              | 2013           |
| Crespoa crozalsiana    | (B. de Lesd. ex Harm.) Lendemer & B.P. Hodk. | 2013           |
| Crespoa inhaminensis   | (C.W. Dodge) Lendemer & B.P. Hodk.           | 2013           |
| Crespoa schelpei       | (Hale) Lendemer & B.P. Hodk.                 | 2013           |
| Crespoa scrobicularis  | (Kremp.) Benatti & Lendemer                  | 2014           |